# القضاء العشائري

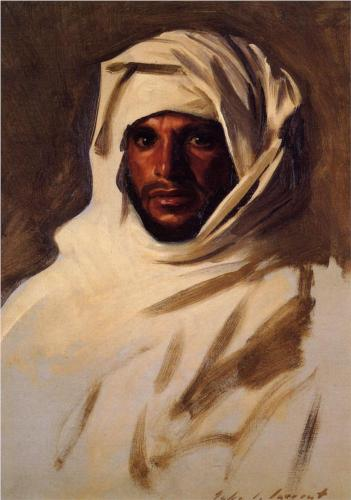

تحتل المؤسسة القضائية في المجتمع البدوي العربي مركزا مرموقا في تاريخ البادية ويتمتع القاضي بمنزلة رفيعة بين عشيرته والعشائر الأخرى باعتباره عنصرا فعالا لا في عشيرته وحدها ولكن في المجتمع البدوي بأسره. فالقضاء بين البدو نظام متكامل الأركان يغطي النشاطات التي تشهدها الصحراء، ويرجع الفضل في تدفق الحياة في شرايين البادية إلى وجود هذا النظام المحكم في وقت لم يكن للدولة أي وجود في العصور الخالية. وثقة ابن البادية بالقضاء البدوي راسخة لا تتزعزع لأن أحكامهم تستند إلى أعراف العشيرة وتقاليدها والتي تكون في دورها عمادا تستند إليه في حياتها فثقته بحكم القاضي نابعة من ثقته بالأعراف والتقاليد البدوية الموروثة، وهذه القاعدة عامة تشمل القبائل البدوية والعشائر المقيمة في القرى وحتى المدن الأردنية، إذ يلاحظ اتجاه السكان إلى الاستمرار في إتباع إجراءات القضاء البدوي رغم أن قضايا أهل المدن والقرى تنظرها المحاكم النظامية إلا أنهم مع ذلك لازالوا يعتمدون بعض إجراءات القضاء البدوي لاعتقادهم أنها الوسيلة المفضلة لإنهاء المنازعات الهامة، فلا شيء يبدو أكثر عدالة من أن تحل المشکلات الخاصة تبعا للأعراف التي يعتبرها طرفا النزاع قواعد لسلوكهم وشؤون حياتهم.

## طبيعة الحكم في القضاء البدوي
يستند قضاة البدو في أحكامهم إلى العادات والأعراف البدوية التي أكدها الاستعمال الدائم ودعت إليها حاجة مجتمعهم الحيوية حفاظا على تماسكه واستمراره رغم ما يتعرض له من عثرات بين الحين والآخر سواء أكان مصدرها الطبيعة القاسية أو الإنسان المنحرف. وقد تبلورت تلك العادات والأعراف القضائية فيما يسميه البدو(السوادي) أو (العواید) ومع مرور الزمن وتعاقب الأجيال ازدادت القضايا التي تعرض على هؤلاء القضاة وقد اشتهر بعضهم بحدة الذكاء وسعة المعرفة مما دعا الآخرين إلى اعتبار أحكام هذه الطبقة مبادئ ترتكز إليها مؤسسة القضاء البدوي، ويطلق على هذه المبادئ (المثيلات) وهي ما تسمى اليوم بالسوابق القضائية. وكثيرا ما يطلق البدو على قضاتهم لقب (العارفين) باعتبار أنهم حجج في معارفهم للتقاليد والأعراف والمثيلات المنتشرة في مجتمع البادية. كما يسمونهم (المخاطيط) وقد اشتقوا هذه التسمية من كون هؤلاء القضاة يخطون طريق الحق أمام المتخاصمين، ولكون كل من طرفي القضية يمسك عصا ويخط بها خطا على الرمل، ويمثل هذا الخط القاضي الذي يختاره ويقول هذا (خط فلان) ذاكرة اسم القاضي، لذلك فإن اصطلاح (المخاطيط) يطلق على القضاة الذين يخطهم الطرفان.

## مبادئ القضاء البدوي
يوجد تشابه كبير بين الأساليب المتبعة لحل المنازعات لدى العشائر البدوية المختلفة، وذلك يعود إلى تشابه ظروف المعيشة والبيئة يضاف إلى ذلك الاحتكاك المستمر بين تلك العشائر، فمثلا العشيرة البدوية الواحدة تنتقل من مكان إلى آخر تبعا لتوفر الماء والكلأ والأمن فتقطع عدة مئات من الكيلومترات خلال السنة الواحدة، ويؤدي ذلك إلى اختلاطها بغيرها من العشائر أي أنه لا توجد في البادية عشيرة تعيش بعزلة عن العشائر الأخرى. ومن هنا فقد تشابهت العادات والتقاليد في رسم معالم وحدة المبادئ القضائية عن طريق الملاحظات التالية:
1. القاعدة العامة عند البدو هي أن (هواة اليد ما منها سلامة) ويعني ذلك أن الإنسان مسؤول أفعاله
2. هناك ما يشبه الإجماع بين عشائر البادية على تحديد الأفعال التي تعتبر في دائرة المحظورات وبالتالي تعتبر جرائم كقضايا الدم والعرض وتقطيع الوجه.
3. وهناك أيضا ما يشبه الإجماع بين تلك العشائر على تحديد الأفعال التي تعتبر فاضلة وشريفة ومن الواجب القيام بها كحماية المستجير وإكرام الضيف ومساعدة الدخيل.
4. أدلة الإثبات فمتفق على تحديدها بين جميع العشائر وقواعدها العامة واحدة، فمثلا هناك قاعدة رئيسية في الإثبات لا تجيز شهادة الشهود في قضايا الدم والعرض إذ يقول البدو (الدم ما عليه ورود والعيب ماعليه شهود) ونجد أن هذه القاعدة مطبقة بين جميع العشائر البدوية، وقد شرحنا هذه القاعدة فيما سلف.
5. أما بالنسبة للعقوبات فلكل جريمة عقوبة يحدد مقدارها القاضي ظروف كل قضية، ويكاد يكون هناك اتفاق على تحديد مقدار عقوبة كل جريمة مثل بعد أن يراعي الأسس الدية في قضايا القتل العمد والقتل الخطأ وقضايا الاعتداء على العرض والاعتداء على حرمة البيت.
6. هناك ما يشبه الإجماع بينها أيضا على تحديد أساليب الإجراءات المتبعة لحل المنازعات فمثلا نلاحظ أن قضية ما ارتكبت في عشائر بني صخر وجميع أطرافها من نفس العشائر ويتفق أطراف النزاع على التقاضي.
7. تتفق العشائر رغم اختلاف مساكنها على تحديد عائلات معينة للقيام بعملية التبشيع ومن أشهر المبشعين الذين تعارفت عليهم العشائر المختلفة: المبشع عاصي من عشيرة الخضيرات، والمبشع علي الدبر من عشيرة العمران، ويقطن الاثنان ما بين العقبة والقويرة في محافظة معان والمبشع العيادي في مصر، وقد كان يقصدهم أطراف النزاع من البلاد العربية المختلفة سواء كانوا من مصر أو فلسطين أو السعودية أوالأردن أو العراق ويرضون بنتائج التبشيع لديهم
8. في الإجراءات الوقائية والتنفيذية فإنها تكاد تكون واحدة بين جميع العشائر البدوية ومن أوضح الأمثلة هنا الدخالة والجيرة والجلاء والصلح.
9. في منازعات أفراد العشائر الكبيرة: إذا ارتكب أحد أفراد عشيرة من العشائر الكبيرة جريمة ما ضد فرد آخر من عشيرة كبيرة أخرى كعشائر الصخور والبلقاء والحويطات وبني عطية وبدو بئر السبع وبدو الشمال، فقد جرت العادة أني الأسلوب التالي لحل النزاع:
  - أ. تقوم عشيرة المتهم بخط (أي اختيار) قاضيين من خيرة قضاتهم وتقوم عشيرة المجني عليه بخط القاضي الثالث من خيرة قضاتها أيضا وهذا هو الأصل لحل النزاع.
  - ب. إذا عارضت عشيرة المجني عليه اختيار القضاة فيترتب على عشيرة المتهم في هذه الحالة أن تكتفي بخط واحد من قضاتها وتخط القاضي الثاني من عشيرة حيادية ثالثة وتقوم عشيرة المجني عليه بخط القاضي الثالث من بين قضاتها ويسمون هذه الطريقة المختلفة.
  - ج. يتفق الأطراف على تحديد زمان ومكان الاجتماع بكفالة شيوخ معروفين وفي اليوم المحدد يسير الجميع من إنهاء النزاع في القضية الواقعة بين أفراد العشائر الكبيرة تجنبا لحصول مضاعفات. خلاصة القول، فإن ما تم ذكره أعلاه إنما يدل بوضوح على وحدة المبادئ القضائية بين العشائر البدوية على اختلاف مشاربها ومساكنها بالرغم من وجود خلافات ثانوية في بعض الأمور التفصيلية.

## تصنيف قضاة البدو
لقد عرف البدو أنواعا كثيرة من القضاة خلال تاريخهم الطويل فهناك قضاة ينظرون القضايا البسيطة التي لا يشترط لإصدار القرار بها توفر اختصاص معين لدى ذلك القاضي لأنها تتعلق بأمور معروفة لدى عامة البدو، وفي الجانب الآخر
يوجد قضاة الاختصاص حيث يختص القاضي بالنظر في نوع معين من القضايا التي يحتاج البت بها إلى المعرفة والخبرة التي لا تتوفر في القضاة العاديين. وهكذا فإن البدو قد عرفوا الاختصاص في القضايا وميزوا بين القضايا التي لاتحتاج إلى قاض مختص وتلك التي تحتاج إليه، وفي هذا المجال لا بد من بحث نشأة الاختصاص القضائي بين البدو، 
ثم التعرض إلى تصنيف القضاة لدى العشائر البدوية التي لعبت دورا هاما في تاريخ البادية فأسهمت إلى حدود كبيرة في إيجاد وتطوير السوادي البدوية أي التقاليد القضائية المنتشرة بين البدو.

### قضاة القلطة
الفئة الأولى وتشمل (قضاة القلطة): إن مجتمع البادية قد مر خلال التاريخ بمراحل عديدة إذ أنه ليس بمعزل تام عما يدور حوله في المجتمعات الأخرى فحين تعرض قضية غريبة عن القضايا المألوفة في هذا المجتمع على أحد القضاة
البدو فإنه يشعر بالحرج إذا ما تبين حقيقة أمرها، ومن هنا فإنه يدرك مدى خطورة القرار الذي يصدر بها وتأثيره على
مجتمع البادية، ولذلك يبادر هذا القاضي برد هذه القضية إلى مراجعها فيخاطب طرف النزاع قائلا (أنا لا أقلط عليها ولا يستطيع أن يقلط عليها إلا القاضي فلان لأنه من قضاة القلطة) أي أن القاضي العادي هنا يرد هذه القضية ويمتنع عن
النظر بها وبنفس الوقت فإنه يرشح أحد قضاة القلطة للنظر بها. ومن المعروف أن قاضي القلطة حين ينظر هذا النوع من القضايا فإنه يضع مبدأ عاما يسير عليه القضاة الآخرون ويصبح هذا المبدأ من سوادي البدو. ويعبر البدو عن ذلك بقولهم أن قاضي القلطة (إن هدم رسم ما حدا يبنيه وإن بنی رسم ما حدا يهدمه) وأهم الطرق التي تصل خلالها القضايا إلى قاضي القلطة ما يلي:
- قد يدرك طرفا النزاع خطورة القضية فيذهبان مباشرة إلى قاضي القلطة
- يحيل القاضي العادي القضايا الخطيرة التي تحتاج إلى وضع مبادئ جديدة إلى قاضي القلطة لإصدار المبادئ التي يراها
- قد يدرك قاضي القلطة نفسه أو بعض أفراد عشيرته ضرورة إعادة النظر في سوادي البدو بين الحين والآخر وعلى ضوء التغيير الاجتماعي الذي تمر به حياة البدو، ولذلك يصدر المبادئ الجديدة لتعديل السوادي القديمة

### قضاة الحاملة
(قضاة الحاملة) كما يسمونهم (قضاة المحامل) و(قضاة المناهي): وهم القضاة الذين يتحملون مسؤولية البت في الجرائم الخطيرة بإصدارهم الأحكام التي تضمن إنهاءها طبقا لسوادي البدو. وتقسيم إلى ثلاثة أقسام:
1. منقع الدم ويسمى (مقطع الدم) كما يسمى (قاضي الرقاب) وهو القاضي الذي ينظر في قضايا القتل وما يرافقها من جرائم الاعتداء على الأشخاص وإذا واجه إشكال في تقدير التعويض كأن يكون كل من الطرفين قد اعتدى على الآخر فإنه يحيل الطرفين إلى القصاص ) ليقوم بتقدير تعويض كل من الطرفين وبعد ذلك يصدر قاضي الدم قرارة (أو فرضا) بلغة البدو يتضمن المبادئ الأساسية من أجل إنهاء القضية.
2. قاضي العرض ويسمى (قاضي المقلدات) كما يسموى أيضا (العقبي): وينظر في قضايا العرض والاعتداء على حرمة المنازل ويسمي القاضي هنا بالعقبي نسبة إلى عشيرة بني عقبة لأن قضاة العرض المشهورين قديما كانوا من بني عقبة. ولقاضي العرض منزلة احترام خاصة إذ يخاطبه الطرفان على اعتبار أنه والد النساء بقولهم (وش بك يا أبوهن) أي أبو قضايا النساء.
3. مبيض الوجوه ويسمونه (المنشد) وينظر في قضايا تقطيع الوجه وتسويده ونظرا لخطورة جريمة تقطيع الوجه فإن مبيض الوجوه يحتل مركزا مرموقا في القضاء البدوي والعقوبة التي يفرضها تعتبر ركيزة من ركائز الاستقرار في البادية وبذلك فإنه يضع حدا أمام الآخرين يحول دون ارتكاب جريمة تقطيع الوجه.

### قضاة العارفة
ويسمى (العوارف) أو (المناهي) أو (قضاة الحقوق): وتشمل القضاة الذين ينظرون في القضايا الأخرى التي لم ترد في اختصاص قضاة الفئتين الأولى والثانية. ويشترط في قضاة هذه الفئة أن يكون لديهم معلومات وافية كل ضمن اختصاصه وقد ينظر القاضي الواحد أكثر من نوع من القضايا فعلى سبيل المثال نجد أن قاضي الأراضي غالبا ما يكون من أصحاب الأراضي الشاسعة ولذلك يسمونه (قاضي الإقطاعات) وكذلك يوجد قضاة (الرسان) غالبا ما يكونون من عائلة مشهورة باقتناء الخيول الأصيلة، ولذلك يسمون (أرباب الخيول) وقد يجمع القاضي الواحد بين النظر في قضايا الأراضي وقضايا الخيول وغيرها.

### قضاة التمهيد
وتشمل (قضاة التمهيد) أو (الاعتراض): ويأتي دور هذه الفئة من القضاة في المرحلة التي تسبق اختيارالقضاة المختصين، ويمكن تلخيص وظائف هذه الفئة بما يلي:
1. أن قاضي التمهيد هو الذي يحدد موضوع الخلاف بين الطرفين إن كان هذا الموضوع مجال خلاف.
2. أن يحدد فئة القضاة المختصة للنظر في ذلك الخلاف.
3. أن يحدد الطرف الذي يدفع الرزقة علما بأنه قد جرت العادة أن المتهم هو الذي يتحمل الرزقة في قضايا العرض بغض النظر عن النتيجة.
4. أن يحدد الأعراف القضائية واجبة التطبيق إن كان ذلك موضوع خلاف كأن يكون كل طرف من عشيرة تختلفأعرافها عن الطرف الآخر، والقاعدة العامة في هذه الحالة هي أن أعراف عشيرة المعتدى عليه (الطرف الطارد) هي التييجب تطبيقها وليست أعراف الطرف المعتدي (الطرف المطرود).

## مرتكزات النظام القضائي
الاختصاص القضائي كان يساير نمط الحياة الذي تحياه العشيرة فمثلا يدرك ابن ذياب وأبو تايه أحكام الغزو أكثر من النعيمي بينما يدرك النعيمي أحكام الأراضي أكثر منهما في ذلك الحين حسب المنطقة والتوزيع الجغرافي الذي تقطن بها العشيرة. ومع مرور الزمن تطورت تلك العشائر اجتماعيا لذلك يوجد قضاة من عشائر غير المشمولة في الاختصاص مثل ظهر ابن نجاد من عشائر النجادات في قرية القويرة حتى أصبح القاضي (عودة بن نجاد) من أبرع قضاة الحويطات بقضاة البدو بشكل عام كما ظهر (ابن سرور) من عشائر السعيديين المتواجدة في وادي عربة وهضاب الشراة حتى القاضي عفنان بن سرور من أبرز قضاة البدو في الجنوب. وقد تعدت الأمور تلك الحدود فنلاحظ أن بيوت القضاء المختصة قد تغيرت أحوالها القضائية فبعضها قد ازدادت قيمته القضائية فمثلا نجد اليوم القاضي (جراد بن غانم) من عشيرة النعيمات يعتبر من أبرز قضاة البدو إذ ينظر قضايا الدم والعرض وغيرها، بينما نجد أسماء أخرى قد خفت قيمتها القضائية فمثلا نجد ابن عليدة من عشيرة المراعية يكاد يختفي اسمه في الوقت الحاضر من سجل القضاة وهكذا.
مع مرور الزمن فقد أعترى الجهاز القضائي تغير كبير إذ يكاد يختفي الاختصاص القضائي اليوم فقد أصبح القاضي الواحد ينظر أي نوع من القضايا وأصبح الاختصاص القضائي يتوقف على إرادة الطرفين المتخاصمين فهما اللذان يقرران اختيار القاضي الذي ينظر القضية مدار الخلاف بينهما. ومن هنا أصبح الطرفان ينظران إلى مقدرة القاضي بالدرجة الأولى ولا يعيران ماضي عائلة القاضي كبير اهتمام. يضاف إلى ذلك أن كثير من فروع العشائر البدوية، وحتى بعض العشائر بكاملها ألغت القوانين المدنية وأصبحت المحاكم النظامية صاحبة الاختصاص للنظر بقضايا هذه العشائر، أي أن رقعة تطبيق السوادي قد انحسرت كثيرة وحتى تلك السوادي اعتراها التغير فتطعمت ببعض المفاهيم القانونية الحديثة كمنع تقديم (الغرة) وهي فتاة كانت تقدمها عشيرة الجاني ليتزوجها أحد أقارب المجني عليه، وكتحديد مدة الطعن
بقرار القاضي البدوي بثمانية أيام بينما السوادي الأصلية لا تعرف هذه المدة، وغير ذلك كثير ومع تطور المفاهيم تطورت
القرارات فهناك فرق بين (الفرض) أي القرار الصادر عن قاض بدوي منذ خمسين سنة وبين الفرض الذي يصدر في قضية مماثلة عن قاض بدوي هذه الأيام. وعلى سبيل المثال أصبح قاضي (القصاص) اليوم يقدر قيمة الضرر بالنسبة للجروح الظاهرة وإذا أعتقد بوجود کسور داخلية في الجسم فإنه لا يقدر قيمة الضرر الناتج إلا استنادا إلى صور الأشعة. كما أن (قاضي الإقطاعات) أصبح حين ينظر قضية أرض يستعين بخبرة المساحين وأدوات احة الحديثة. وحتى في قضايا العرض أصبح بعض قضاة البدو يطلب معاينة المعتدى لدى الطبيب. هذه هي بعض الأمثلة التي تعطي صورة واضحة عن المرحلة الانتقالية التي يمر بها القضاء البدوي في أيامنا هذه.

## القوانين العشائرية
عمل الأردن وفق ثلاثة قوانين عشائرية أهمها قانون محاكم العشائر لسنة 1936 حتى عام 1976، عندما ألغيت هذه القوانين رسميًا بموجب قانون إلغاء القوانين العشائرية رقم 34 لسنة 1976. إلا أن العمل بموجبها بقي ساريًا عرفًا دون سند، إلى أن وقع الملك الحسين بن طلال وثيقة عام 1987 غير ملزمة قانونيًا لكنها تأخذ العرف العشائري بعين الاعتبار. ذلك عدة تعهدات ووثائق بين عشائر المملكة، سعت لحصر الجلوة العشائرية والإجراءات المتبعة بموجب الأعراف منعًا للتعسف فيها. وأعلن ديوان التشريع والرأي مؤخرًا عن توجه لقوننة بعض الأعراف العشائرية في مسودة تعديل قانون منع الجرائم، حيث أخذ بعين الاعتبار هذه الأعراف في قضايا «القتل والعرض وتقطيع الوجه» وحوّلها إلى بنود قانونية.
من الأعراف التي تضمنتها مسودّة التعديل المقترح الجلوة، أي ترحيل ذوي الجاني عن منطقة سكن ذوي المجني عليه، إذ نصت المادة 16 من مسودّة القانون على أن «لا تشمل الجلوة إلا الجاني وأبنائه ووالده فقط، وأن لا تزيد مدتها على سنة قابلة للتجديد بموافقة الحاكم الإداري».

## أشهر قضاة العشائر

### غيث بن هداية
هو غيث بن صالح بن سليمان بن دغيم بن هداية، من عشيرة العليين من قبيلة الحجايا  كان يسكن قرية محيّ وما حولها، تربَّى على الكرم والفروسية والشجاعة،   وكان شيخاً لعموم قبيلة الحجايا منذ عام 1925م، وممثلاً لهم في القضاء، ومن أبرز نشاطاته أنه كان عضواً في محكمة القضاء العشائري في لواء الكرك، وذلك خلال فترة الثلاثينات من القرن الماضي  لكونه أحد القضاة المعروفين في البادية والمعترف بهم من قبل الحكومة. وكان للشيخ غيث بن هداية دور بقيادة قبيلة الحجايا لإرساء دعائم الإمارة، وكان الشيخ غيث يحظى باحترام الأمير عبد الله بن الحسين، وكانت وفاته عام 1945م 

### عودة حامي بني عطية
هو عودة بن حامي الأصفر بني عطية، من عشيرة المزايدة إحدى عشائر قبيلة بني عطية ولد عام 1903 م تقريباً، وكان الشيخ عودة أحد قضاة العشائر المرموقين ، الذين يتمتعون بالنزاهة في حل النزاعات بين الخصوم، وكان ذا شخصية قوية في تنفيذ القضاء، اتصف بحبه للخير، والكرم، وحظي باحترام قبائل المنطقة  وكانت تربطه علاقات وطيدة مع العشائر الكركية من أهمها عشائر المجالي، وعقد معهم تحالفات ضد القبائل التي تهدد عشائر الكرك، خلال فترة تواجد قبيلة بني عطية في المنطقة واستمرت العلاقات بينهم على هذه الحال إلى وقت قريب، وقد كانت هذه العلاقات سبباً في استقرار قبيلة بني عطية في المنطقة، واستفادتها من المساحات الواسعة من المراعي في منطقة الكرك، التي تخضع لسيطرة العشائر الكركية. ساهم بتوجيه نظر الحكومة إلى القبيلة بعامة وطلب المساعدات الحكومية لها، وبذلك  استحق لقب شيخ مشايخ بني عطية المتواجدة في بادية جنوبي الأردن. توفي عام 1968م.

### راشد بن سليمان التويجر
هو أحد شيوخ بني عطية من عشيرة الخمايسة ولد عام 1905م، وكان أحد القضاة البارزين في قبيلة بني عطية، يتميز قضاؤه بالفهم والعمق والمصداقية، وقد صدرت الإرادة بالموافقة على تعيينه ه قاضياً لقبيلة بني عطية في الأردن بتاريخ 1 /5 /1946م، وكانت وفاته عام 1977م.